# Sadio Camara
Pour les articles homonymes, voir Camara.
Sadio Camara né le 22 mars 1979 à Kati, est un officier militaire et homme politique malien.
Ministre de la Défense du Mali et acteur lors du coup d'État malien de 2020 aux côtés du colonel Assimi Goïta qui a renversé le gouvernement du président Ibrahim Boubacar Keïta,. 
Il a été ministre de la défense entre octobre 2020 et mai 2021, puis dU 11 juin 2021 au 20 novembre 2024,.

## Biographie
Sadio Camara est diplômé de l'école militaire interarmées du Mali. Au moment du coup d'État de 2020, il était à la tête de l'école militaire de Kati, et recevait une formation militaire en république fédérale de Russie. Camara a participé au coup d'État d'août 2020 et a été nommé ministre de la défense en octobre 2020 sous le gouvernement intérimaire du Premier ministre Moctar Ouane. Il a occupé ce poste jusqu'à fin mai 2021, date à laquelle il a été exclu du gouvernement nouvellement formé par Bah Ndaw, le leader intérimaire après le coup d'État de 2020.

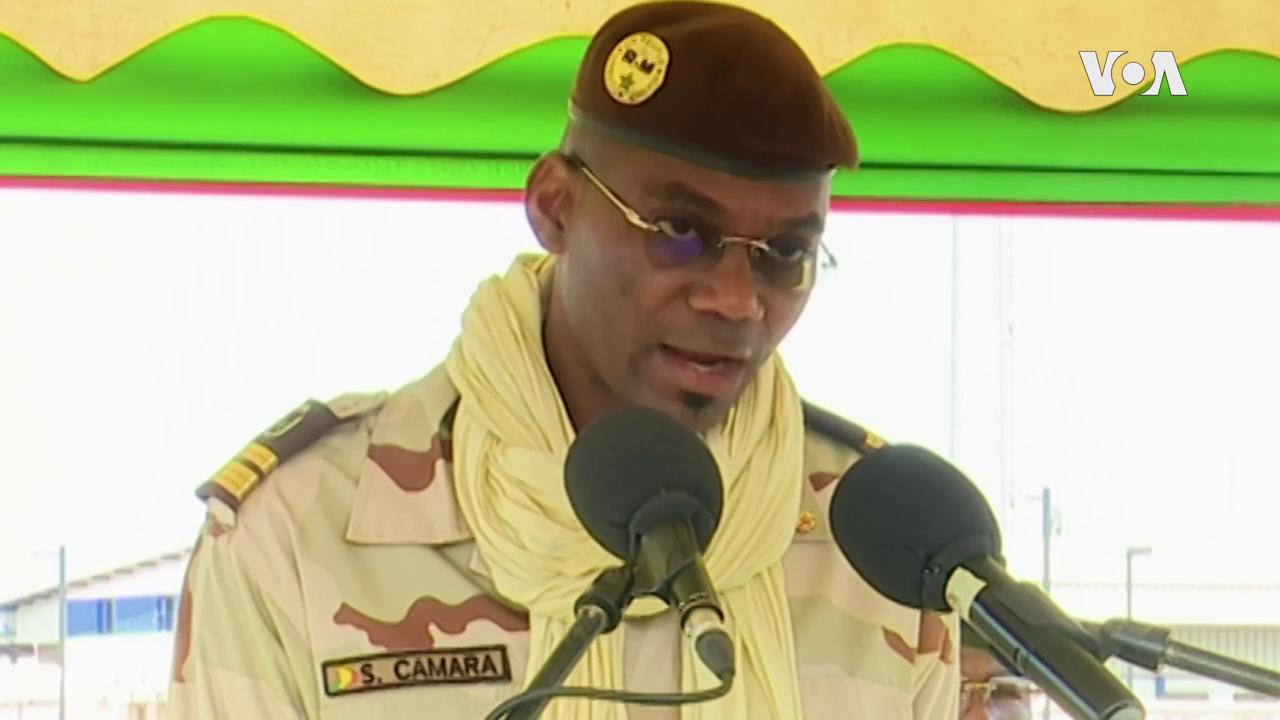
Sadio Camara, à la base aérienne de Bamako en août 2022

Son éviction aurait incité le colonel Assimi Goïta à lancer un « coup d'État dans le coup d'État » en mai 2021 lorsque Goïta a pris le pouvoir et a ordonné l'arrestation de Ndaw et de son cabinet lors du coup d'État malien de 2021, ce qui a incité les Nations Unies et de nombreux gouvernements à condamner le coup d'État et à demander la libération des dirigeants détenus,,.
Le 11 juin 2021, le colonel Goïta a de nouveau nommé Camara au poste de ministre de la défense,.
Les États-Unis ont imposé des sanctions à Camara en juillet 2023, pour ses liens supposer avec le groupe Wagner,. Sa désignation a révélé qu'il possédait également la nationalité française.